# کیائوکوو
کیائوکوو (انگلیسی: Kiyaukovo) یک شهرک در شهرستان ایشیمبایسکی استان باشقیرستان کشور روسیه است.